# Курныловка
Курныловка — река в России, протекает в Соликамском районе Пермского края. Устье реки находится в 54 км по правому берегу реки Лысьва. Длина реки составляет 12 км.
Исток реки в лесах у нежилой деревни Семунино в 10 км к юго-востоку от села Уролка. Исток лежит на водоразделе с бассейнами Уролки и Кондаса. Генеральное направление течения — восток, в среднем течении реки на ней стоит деревня Оськино. Притоки — Ольховка, Шарницкая (правые).

## Данные водного реестра
По данным государственного водного реестра России относится к Камскому бассейновому округу, водохозяйственный участок реки — Кама от водомерного поста у села Бондюг до города Березники, речной подбассейн реки — бассейны притоков Камы до впадения Белой. Речной бассейн реки — Кама.
По данным геоинформационной системы водохозяйственного районирования территории РФ, подготовленной Федеральным агентством водных ресурсов:
- Код водного объекта в государственном водном реестре — 10010100212111100006901
- Код по гидрологической изученности (ГИ) — 111100690
- Код бассейна — 10.01.01.002
- Номер тома по ГИ — 11
- Выпуск по ГИ — 1